# Моравска војно-инспекцијска област
Моравска војно-инспекцијска област или Моравска област (буг. Моравска военноинспекционна област) формирана је 6. децембра 1915. године на заповест (врховног) заповедника бугарске војске у Првом светском рату генерал-мајора Николе Жекова. Њено седиште је било у Нишу. Почетком 1917. године, због репресија бугарске извршне власти, унутар њених граница подигнут је Јабланичко-топлички устанак.

## Територија
У Моравску област укључени су сви предели које је бугарска војска заузела у Србији у њеним границама до 1912. године, према тајном бугарско-немачком споразуму из 1915. године. Административно подручје је обухватало следеће округе (срезове): Врањски, Нишки, Пиротски, Ђупријски, Зајечарски, Неготински и Пожаревачки (Пожаревски). Редоследом исхода рата, војне и цивилне власти уједињују се у једно у моравским крајевима.

## Начелник
Начелником Моравске војно-инспекцијске области постављен је генерал-потпуковник Васил Кутинчев.
Кутинчев је 5. марта 1917. године смењен због избијања Топличког устанка, а на његово место долази пуковник Александар Протогеров, бивши комитски вођа у време борбе за Македонију и члан ЦК ВМРО.

## Хронологија
У Нишу је бугарски цар Борис дочекао 18. јануара 1916. године немачког цара Вилхелма II, а у мају 1918. аустроугарског цара Карла I на његовом путу ка Софији.
У области 1917. године 21. фебруара избија устанак становништва против окупације који траје до 25. марта.
Према примирју потписаним 29. септембра 1918. године од стране Бугарске са Антантом у Солуну, Бугарска је дужна да изврши непосредну демобилизацију окупираних територија у Србији и Грчкој, и да не извози никакве провизије са тих територија које морају да остану неоштећене.
Након капитулације Бугарске и завршетка бугарске администрације, у Нишу се формира немачка војна администрација 3. октобра 1918. године.

## Бугаризација
Према статискама за мај 1916. године, у Нишу и околини 170.000 становника су Срби, 31.000 су Бугари, а остатак су друге народности. Према поднетом извештају војног гувернер-генерала у Нишу 20. новембра 1916. године, већина становништва су Срби или да га чине све Срби односно да се тако изјашњава.
Власт је дата људима доведеним из Бугарске који су спроводили политику искорењења сваког осећања припадности српском народу. Било је забрањено говорити матерњим језиком. Свако обраћање властима и администрацији и све жалбе морале су бити на бугарском језику иначе се нису узимале у обзир а потписани се кажњавао као провокатор.
Окупацију у Моравској војно-инспекцијској области прати терор над локалним становништом са циљем бугаризације. Дана 7. новембра 1915. године бугарске окупационе власти позивају свештенике, учитеље и чиновнике ради добијања личних исправа, али уместо тога спроводе их у затвор у Тврђави где бивају мучени и изгладњивани. Дана 11. новембра их изводе из Ниша и доводе у село Кременицу крај Беле Паланке на месту званом Јанкова падина где бивају стрељаних (Страдање свештеника у Јанковој падини 1915.). Дана 18. новембра слична стрељана српског свештенства су се догодила у селу Јелашница.
Сличне ствари догађале су се у: Лесковцу, Прокупљу и Лебану. Велики број је био убијен у Сурдулици, коју је Арчибалд Рајс назвао: „Сурдулица српска касапница“.
Први период окупације карактерисао је низ масакара као и систематско елиминисање виђених личности и српске интелигенције.
За неколико месеци било је на хиљаде жртава, а на хиљаде њих депортовано је Бугарску. Већина покоља била је дело комита који су у тамошњем административном систему преузели скоро све функције на локалном и окружном нивоу, заузимајући места среских и окружних начелника, председника општина и обављајући полицијске функције. Њихове акције свакако је увек пратила или подржавала редовна Бугарска војска. У источној и јужној Србији, одсуство комита показало је да сву одговорност сноси редовна војска. Елиминација најутицајнијих сталежа била је праћена честим насиљем усмереним ка члановима њихових породица и уопште против читавог цивилног становништва.
Истовремено са масовним и циљаним погубљењима, 1916, бугарска влада је започела са спровођењем политичког програма за нове области, чије је тежиште било бугаризација цивилног становништва. У том цињу спроведени су уништавање споменика српске културе – забрана српског језика, уништавање књига, одузимање црквене баштине итд. – и изградња бугарског идентитета – бугарске школе, културна друштва, забрана коресподенције са страним земљама итд. – чему су људи подвргнути силом. Са економског становишта, почео је да се примењује систем реквизиција, који је, природно, захватио углавном сеоска подручја.
На пролеће, а нарочито на јесен, с наставком ратних активности на македонском фронту, становништво пограничних држава било је масовно приморано на рад на утврђивању ровова или изградњи путева према фронту. Услови рада довели су до многих смртних случајева, посебно од глади. У неким су случајевима евакуисана и интернирана читава села, а куће демонтиране и коришћене у радовима на фронту; у другима је становништво читавих градова, попут Дојрана, интернирано а њихов град уништен.
Масовно интернирање погодило је, крајем године, пре свега македонска подручја – посебно Порече – која су већ много претрпела крајем 1915. године: читава места депортована су у Бугарску. Већина њих се никада није вратила. Тамо су убијени или потпуно бугаризовани.
Наредба бугарских власти о регрутовању мушкараца, била је искра која је запалила побуну у Топлици и Јабланици: неколико хиљада њих, од којих су многи били српски војници који су остали у својим кућама или су се скривали у шуми, напали су бугарске гарнизоне и за неколико дана ослободили неколико градова уз подршку становништва.
Као одговор на побуну бугарски окупатор је спровео репресију како би поразио побуњенике, сејући страх међу становништвом, масакрирајући, уништавајући и спаљујући многа села и, пре свега, покрећући талас масовних интернирања.
Од пролећа до лета 1917, око 20.000 цивила били су жртве репресије бугарских власти, а више од 60.000 их је депортовано у логоре за интернирање у Бугарској.
Услови у овим логорима били су драматични. Трошне и претрпане бараке, лоши хигијенски услови, озбиљне несташице хране, малтретирања и мучења, континуирани присилни рад карактерисали су све логоре. Свугде је било много мртвих.
Процес денационализације, посебно десрбизације, био је видљив на улицама где је извршена промена натписа па су трговци и занатлије добијали бугарска презимена (Петровић — Петров, Марковић — Марков...).
У 1916. години оснива се бугарска гимназија, где се под принудом окупљају ученици, који су, под претњом строгим казнама, морали да похађају наставу. Директор гимназије био је Гончо Калинов. У згради Нишке гимназије била је смештена аустријска војна болница.

## Ослобођење
Након пробоја Солунског фронта, Бугарска је капитулирала 29. септембра, а војно-инспекцијска област прелази у руке Немаца.
Јединице Дунавске дивизије ушле су у Врање 5. октобра, у Владичин Хан 5. октобра, 6. октобра Грделица, 7. октобра Лесковац, 8. октобра Брестовац и Житни Поток.
Немачке јединице у саставу 11. армије су запоселе положаје на око 10 км од Ниша и то на десном крилу алпски корпус у чијем саставу је било шест планинских пукова), централни сектор (село Кочане - Драшкова Кутина) 219. дивизија, а на левом (Бабуница - Пирот) 217. дивизија.
У односу на 11. армију српске трупе су биле двоструко слабије и исцрпљене.
Дунавска дивизија водила је жестоке борбе са трупама 219. немачке дивизије и поразила их код села Липовице и наставила продор ка Нишу. Моравска дивизија је 10. октобра после борби освојила село Селичевица и наставила продор ка Горици и Бубњу. Српске трупе су брзо успеле да пробију немачку одбрану и дођу до предграђа Ниша.
У току 11. октобра снаге Моравске дивизије су протерале непријатеља са леве обале Нишаве и заузеле десном колоном линију Горица-Марково Кале, а левом колоном Корин град и Кнежицу. Коначно 12. октобра, снаге Прве армије ослободиле су и контролисале Ниш.